# Hội đồng Lập hiến Pakistan

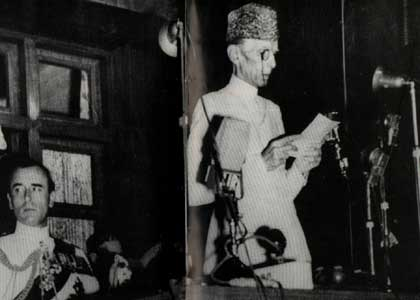
Muhammad Ali Jinnah phát biểu trước Hội đồng Lập hiến vào ngày 14 tháng 8 năm 1947.

Hội đồng Lập hiến Pakistan (پاکستانی آئین ساز اسمبلی) là cơ quan lập pháp cao nhất của Pakistan trong thời kỳ chuyển tiếp từ một lãnh thổ tự trị của Anh đến một quốc gia độc lập. Hội đồng Lập hiến có nhiệm vụ soạn thảo hiến pháp cho Pakistan, làm luật và giám sát chính phủ.
Hội đồng Lập hiến gồm những đại biểu do hội đồng của các tỉnh thuộc Pakistan bầu ra. Tây Pakistan và Đông Pakistan bầu ra cùng số đại biểu. Trong Hội đồng Lập hiến Liên minh Hồi giáo ban đầu chiếm ưu thế nhưng về sau có ba đảng khác hình thành: Liên minh Nhân dân Bangladesh, Mặt trận Thống nhất và Đảng Cộng hòa. Chủ tịch đầu tiên của Hội đồng Lập hiến là Muhammad Ali Jinnah, cha đẻ Pakistan.
Ngày 24 tháng 10 năm 1954, Toàn quyền Pakistan Malik Ghulam Muhammad giải tán Hội đồng Lập hiến sau bảy năm bế tắc về vài vấn đề quan trọng như địa vị pháp lý của Hồi giáo và cơ chế phân quyền giữa Tây Pakistan và Đông Pakistan. Một hội đồng lập hiến thứ hai được bầu ra vào ngày 28 tháng 5 năm 1955 và hiến pháp đầu tiên của Pakistan được thông qua vào tháng 1 năm 1956, có hiệu lực từ ngày 23 tháng 3 năm 1956. Tuy nhiên, chỉ hai năm rưỡi sau hiến pháp bị hủy bỏ trong cuộc đảo chính của tướng Muhammad Ayub Khan.

## Bối cảnh

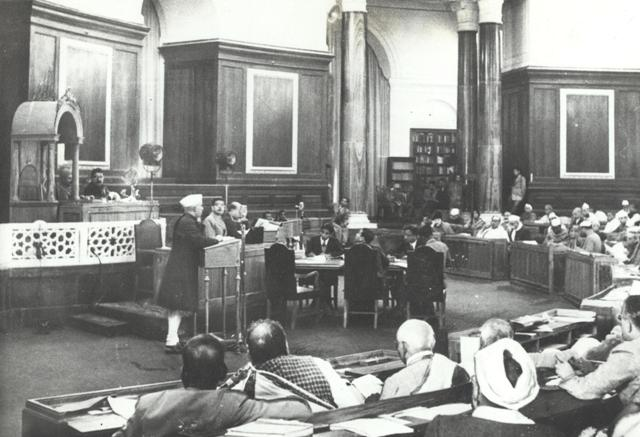
Nehru phát biểu trước Hội đồng Lập hiến Ấn Độ vào năm 1946, trước khi Ấn Độ bị chia cắt.

Vào thời kỳ thực dân Anh, các tín đồ Hồi giáo thành lập các tổ chức chính trị nhằm bảo vệ quyền lợi của họ. Năm 1906, Liên minh Hồi giáo được thành lập để gây sức ép với chính quyền thuộc địa. Song song với phong trào độc lập Ấn Độ, phong trào Pakistan hình thành với mục tiêu thành lập một nhà nước riêng biệt cho tín đồ Hồi giáo. Lãnh đạo phong trào Pakistan lo sợ người Hồi giáo sẽ bị yếu thế trong một nước Ấn Độ độc lập với đa số là người Ấn Độ giáo. Năm 1940, Liên minh Hồi giáo thông qua Nghị quyết Lahore, yêu cầu thành lập một quốc gia độc lập với đa số là người Hồi giáo.
Trong cuộc bầu cử Hội đồng Lập hiến Ấn Độ năm 1945, Liên minh Hồi giáo trúng cử 425 trong số 496 đại biểu được dành riêng cho người Hồi giáo và giành được hơn 75% số phiếu bầu của người Hồi giáo. Sau khi đàm phán với Đảng Quốc dân Đại hội Ấn Độ thất bại, Liên minh Hồi giáo quyết định thành lập một nhà nước Pakistan riêng biệt. Năm 1947, Anh thông qua luật chia cắt Ấn Độ và hội đồng lập hiến làm hai.

## Lịch sử

### Tổ chức và thành phần

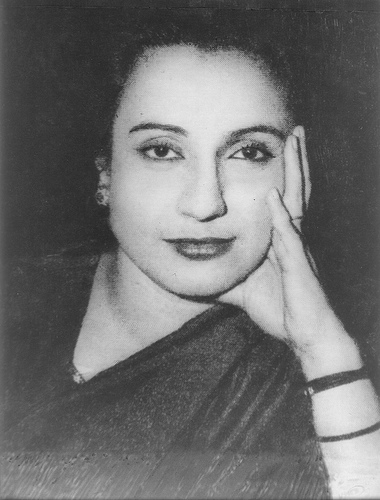
Shaista Ikramullah, một trong hai nữ đại biểu trong hội đồng lập hiến thứ nhất.

Hội đồng Lập hiến Pakistan họp lần đầu tiên vào ngày 10 tháng 8 năm 1947 tại Karachi, bốn ngày sau khi Ấn Độ bị chia cắt làm hai nước. Ngày 11 tháng 8, Muhammad Ali Jinnah được Hội đồng Lập hiến bầu làm chủ tịch, kiêm toàn quyền Pakistan. Maulvi Tamizuddin Khan kế nhiệm Jinnah từ năm 1948 đến năm 1954, Abdul Wahab Khan kế nhiệm Khan cho đến khi Hội đồng Lập hiến bị giải tán. Hội đồng Lập hiến có nhiệm vụ soạn thảo hiến pháp của Pakistan trong thời kỳ chuyển tiếp mà Pakistan là một lãnh thổ tự trị của Anh. Ngoài ra, Hội đồng Lập hiến làm luật và giám sát chính phủ.
Hội đồng Lập hiến Pakistan gồm những đại biểu của Hội đồng Lập hiến 1946 được bầu ra từ những khu vực sáp nhập vào Pakistan sau khi Ấn Độ bị chia cắt. Tổng cộng có 80 đại biểu trong Hội đồng Lập hiến, 40 đại biểu từ Tây Pakistan và 40 đại biểu từ Đông Pakistan. Đa số các đại biểu đều là thành viên của Liên minh Hồi giáo. Có hai nữ đại biểu, tiêu biểu là Shaista Ikramullah. Trong hội đồng lập hiến thứ hai năm 1955, Liên minh Hồi giáo chiếm 20 đại biểu, Mặt trận Thống nhất chiếm 16 đại biểu, Liên minh Nhân dân Bangladesh chiếm 12 đại biểu, Đảng Cộng hòa chiếm 21 đại biểu. 28 đại biểu từ Tây Pakistan là địa chủ, 21 đại biểu từ Đông Pakistan là luật sư.

### Quá trình lập hiến

#### 1947 - 1951: Jinnah và Ali Khan

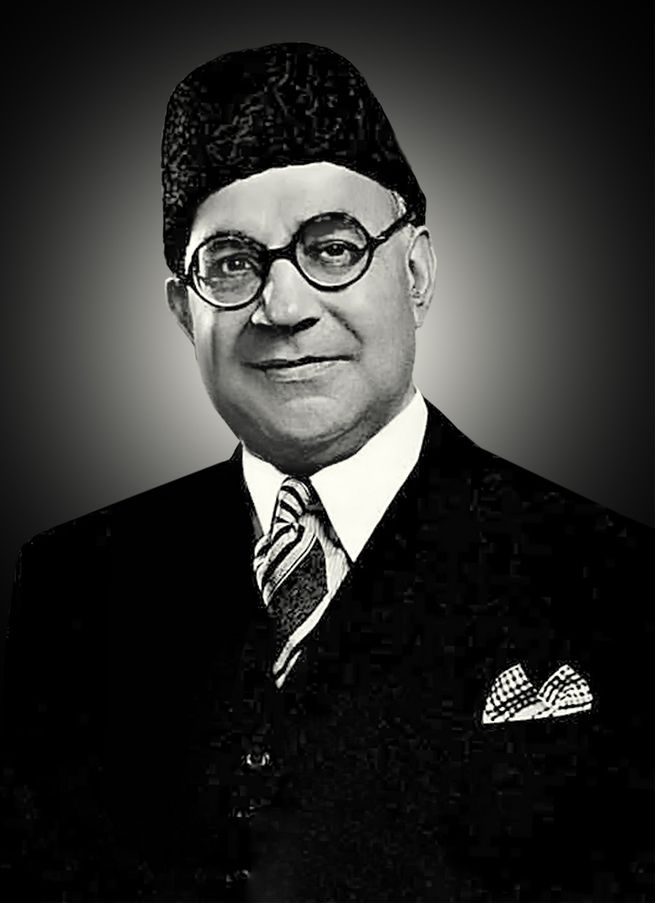
Liaquat Ali Khan vào năm 1945, về sau là thủ tướng đầu tiên của Pakistan.

Hội đồng Lập hiến thành lập các ủy ban phụ trách các lĩnh vực khác nhau. Công tác lập hiến rất khó nhọc do không có một chủ trương nhất định về khung pháp lý của nhà nước Pakistan cho nên không thể thống nhất ý kiến các yếu tố cơ bản nhất của hiến pháp. Jinnah lại bị mắc bệnh nặng từ khi Pakistan được thành lập nên không thể thường xuyên điều hành công việc. Ông chủ trương thành lập một nhà nước Pakistan dân chủ và Hồi giáo với một chế độ tổng thống. Jinnah qua đời vào ngày 11 tháng 9 năm 1948.
Sau khi Jinnah qua đời, Thủ tướng Liaquat Ali Khan tiếp quản công tác lập hiến. Ngày 12 tháng 3 năm 1949, Hội đồng Lập hiến thông qua Nghị quyết Tôn chỉ, xác định các yếu tố cơ bản của hiến pháp. Nghị quyết đặt ra 12 điểm, gồm dân chủ, độc lập tư pháp, các quyền tự do và công bằng xã hội, "phù hợp với các giáo lý của Hồi giáo". Nghị quyết xác định các nhóm thiểu số được hưởng quyền tự do tôn giáo nhưng bị thiểu số đại biểu Ấn Độ giáo trong Hội đồng Lập hiến phản đối.
Hội đồng Lập hiến thành lập Ủy ban Nguyên tắc Cơ bản gồm 24 thành viên với nhiệm vụ soạn thảo hiến pháp. Ngày 28 tháng 9 năm 1950, Liaquat Ali Khan trình dự thảo hiến pháp đầu tiên trước Hội đồng Lập hiến. Các đại biểu người Bengal phản đối dữ dội dự thảo hiến pháp bởi quy định Đông Pakistan chỉ được bầu ra 20% số đại biểu trong thượng viện của quốc hội mặc dù chiếm gần như một nửa dân số Pakisan và tiếng Urdu là ngôn ngữ chính thức nhưng không có tiếng Bengal. Khan buộc phải rút dự thảo hiến pháp sau hai tháng.

#### 1951 - 1953: Nazimuddin

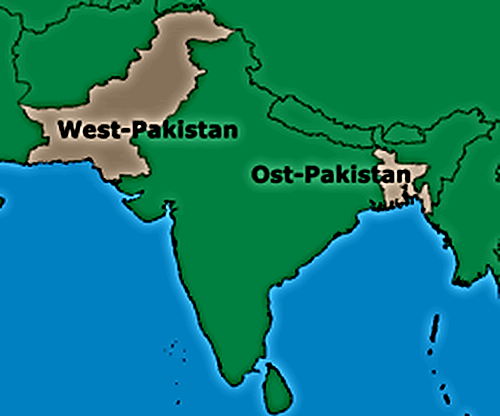
Pakistan gồm Tây Pakistan và Đông Pakistan nhưng hai phần không nối liền nhau.

Sau khi Liaquat Ali Khan bị ám sát vào ngày 16 tháng 10 năm 1951, tân Thủ tướng Khawaja Nazimuddin và Toàn quyền Malik Ghulam Muhammad tiếp quản công tác lập hiến nhưng mâu thuẫn nhau về quyền lãnh đạo. Ngày 22 tháng 12 năm 1952, chính phủ trình báo cáo của Ủy ban Nguyên tắc cơ bản trước Hội đồng Lập hiến, đề nghị thành lập một chế độ liên bang, bán tổng thống với một quốc hội lưỡng viện. Đông Pakistan được ngang hàng với Tây Pakistan về số đại biểu trong thượng viện và không có quy định về ngôn ngữ chính thức. Hạ viện và thượng viện bình đẳng về quyền hạn nhưng hạ viện quyết định bỏ phiếu tín nhiệm chính phủ và dự toán ngân sách nhà nước. Luật của quốc hội phải phù hợp với Hồi giáo và các tỉnh không được tự trị.
Dự thảo được Đông Pakistan và giới hiền triết Hồi giáo ủng hộ nhưng vấp phải chỉ trích từ nhiều phía. Các nhóm tôn giáo thiểu số lo sợ quyền lợi của họ sẽ không được bảo đảm dưới một chế độ Hồi giáo. Vài lãnh đạo Đông Pakistan như Suhrawardy và Sheikh Mujibur Rahman không chấp nhận một chế độ lưỡng viện. Tây Pakistan có những chỉ trích kịch liệt nhất: Balochistan và Punjab sợ người Bengal phía đông sẽ áp đảo phía tây trong chính quyền. Nazimuddin buộc phải rút dự thảo hiến pháp vào ngày 21 tháng 1 năm 1953 trước khi bị miễn nhiệm.

#### 1953 - 1954: dự thảo của Bogra
Muhammad Ali Bogra kế nhiệm Nazimuddin từ ngày 17 tháng 4 năm 1953. Ngày 7 tháng 10 năm 1953, Bogra trình dự thảo hiến pháp mới trước Hội đồng Lập hiến với mục đích hòa giải giữa Tây Pakistan và Đông Pakistan, đề nghị thành lập một chế độ cộng hòa Hồi giáo đại nghị, liên bang với một quốc hội lưỡng viện. Trong hạ viện thì số đại biểu sẽ được phân bố theo dân số nên Đông Pakistan được 165 trong số 300 đại biểu, trong thượng viện thì mỗi tỉnh được mười đại biểu. Trường hợp hai viện bất đồng về quan điểm thì phải họp chung. Tổng thống mà đến từ Tây Pakistan thì thủ tướng phải đến từ Đông Pakistan và ngược lại.
Dự thảo này được dư luận đánh giá cao, nhất là báo chí tuy các nhóm tôn giáo thiểu số tiếp tục chỉ trích việc quy định Hồi giáo là quốc giáo là trái với dân chủ. Ngày 7 tháng 5 năm 1954, Hội đồng Lập hiến thông qua kiến nghị sửa đổi dự thảo hiến pháp, quy định tiếng Urdu và tiếng Bengal là ngôn ngữ chính thức. Ngày 21 tháng 9 năm 1954, Hội đồng Lập hiến thông qua dự thảo hiến pháp sơ bộ với Nghị quyết Tôn chỉ là lời mở đầu. Hội đồng Lập hiến dự định chung quyết hiến pháp vào ngày 27 tháng 10 và ấn định thời điểm hiến pháp có hiệu lực là ngày 15 tháng 12.

#### 1954 - 1956: Hội đồng Lập hiến bị giải tán rồi tái lập

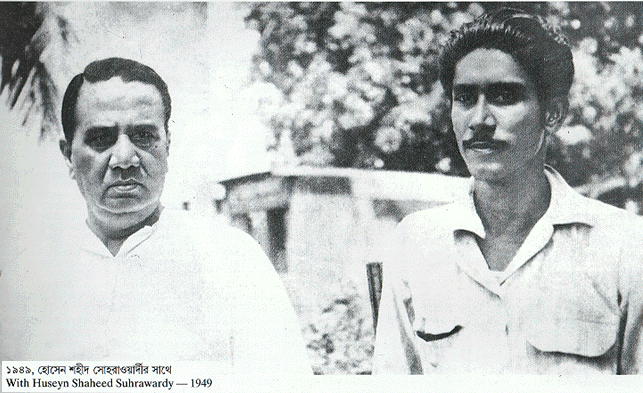
Hai lãnh đạo người Bengal, Suhrawardy và Sheikh Mujibur Rahman, đều là thành viên của Liên minh Nhân dân Bangladesh.

Tuy nhiên, Toàn quyền Malik Ghulam Muhammad lo ngại Hội đồng Lập hiến tập trung quyền hạn mà triệt tiêu quyền hạn của ông và phản đối những điều khoản ưu ái người Bengal và giảm quyền hạn của tổng thống. Ngày 24 tháng 10, Muhammad lấy lý do "khủng hoảng chính trị" tuyên bố tình trạng khẩn cấp, giải tán Hội đồng Lập hiến một vài ngày trước cuộc chung quyết hiến pháp với sự ủng hộ của Bộ trưởng Quốc phòng Muhammad Ayub Khan và Iskander Mirza.
Ngày 13 tháng 4 năm 1955, Toàn quyền Muhammad tuyên bố thành lập một Hội đồng Lập hiến thứ hai do các hội đồng tỉnh bầu ra. Ngày 30 tháng 9, Hội đồng Lập hiến thông qua chủ trương hợp nhất bốn tỉnh phía tây thành một đơn vị tên Tây Pakistan cho tương xứng với Đông Pakistan. Ngày 9 tháng 1 năm 1956, Thủ tướng Chaudhry Muhammad Ali trình dự thảo hiến pháp trước Hội đồng Lập hiến. Hiến pháp được thông qua vào ngày 29 tháng 2, được toàn quyền ban hành vào ngày 3 tháng 3 và có hiệu lực từ ngày 23 tháng 3. Hội đồng Lập hiến lưu nhiệm cho đến khi quốc hội được bầu ra vào năm 1959 nhưng cuộc bầu cử không hề được tổ chức.
Hiến pháp năm 1956 thành lập một chế độ cộng hòa Hồi giáo bán tổng thống với một quốc hội một viện. Tổng thống có quyền giải tán quốc hội, miễn nhiệm thủ tướng và phủ quyết luật của quốc hội. Nghị quyết Tôn chỉ được đưa vào lời mở đầu. Người Bengal được bảo đảm về quyền lợi: Tây Pakistan và Đông Pakistan bầu ra cùng số đại biểu quốc hội, các tỉnh được tăng cường quyền tự trị và cả tiếng Bengal và tiếng Urdu đều là ngôn ngữ chính thức.

### Vai trò chính trị
Trong thời gian soạn thảo hiến pháp, Hội đồng Lập hiến đóng vai trò là nghị viện của Pakistan, có quyền làm luật và giám sát chính phủ. Hội đồng Lập hiến sửa đổi Luật chính quyền Ấn Độ năm 1935 và Luật độc lập Ấn Độ năm 1947 nhằm cho phép chính phủ trung ương giải tán chính quyền địa phương. Hội đồng Lập hiến bác bỏ một dự án cải cách ruộng đất vào tháng 7 năm 1949. Ngày 26 tháng 1 năm 1950, Hội đồng Lập hiến thông qua luật cho phép công dân khiếu nại một bộ trưởng hoặc một đại biểu về hành vi tham nhũng hoặc bất công nhưng luật bị bãi bỏ vào năm 1954.
Thế lực chính trị và vai trò lập hiến của Hội đồng Lập hiến dần dà tiêu tan. Quyền hạn ngày càng tập trung vào tay của toàn quyền, nhất là sau khi Malik Ghulam Muhammad lên nắm quyền từ ngày 19 tháng 10 năm 1951. Thủ tướng Khawaja Nazimuddin bị miễn nhiệm vào năm 1953 mặc dù được Hội đồng Lập hiến tín nhiệm. Nhằm khôi phục quyền hạn của mình, Hội đồng Lập hiến đề nghị cấm toàn quyền miễn nhiệm thủ tướng được Hội đồng Lập hiến tín nhiệm vào ngày 21 tháng 9 năm 1954 nhưng Ghulam Muhammad đánh úp giải tán Hội đồng Lập hiến và được tòa án chấp nhận.

## Kết cục
Hội đồng Lập hiến Pakistan phải mất gần chín năm mới làm xong hiến pháp của Pakistan, trong khi Hiến pháp Ấn Độ đã có hiệu lực từ ngày 26 tháng 1 năm 1950. Hiến pháp năm 1956 không giải quyết được những vấn đề của Pakistan đã phát sinh trong thời gian soạn thảo mà khó khăn nhất là khoảng cách 1.600 km giữa Tây Pakistan và Đông Pakistan. Thủ tướng người Bengal Huseyn Shaheed Suhrawardy chỉ đạo tăng cường đầu tư vào Đông Pakistan nhưng bị Tây Pakistan phản đối. Suhrawardy cũng vấp phải chỉ trích từ Đông Pakistan do không trao quyền tự trị cho khu vực.
Hiến pháp năm 1956 không điều tiết được quan hệ giữa tổng thống và thủ tướng, quốc hội. Cán cân quyền lực nghiêng hẳn về tổng thống và Suhrawardy bị Iskander Mirza ép phải từ chức. Tây Pakistan chiếm ưu thế so với Đông Pakistan.
Hiến pháp năm 1956 bị hủy bỏ vào ngày 7 tháng 10 năm 1958 sau cuộc đảo chính của Tổng thống Iskander Mirza và Tổng tư lệnh Muhammad Ayub Khan. Khan thừa cơ bất ổn chính trị, độc chiếm chính quyền từ ngày 27 tháng 10. Di sản của Hội đồng Lập hiến là Nghị quyết Tôn chỉ, xuất hiện trong lời mở đầu của các bản hiến pháp về sau. Ngày 1 tháng 3 năm 1962, chính quyền quân quản ban hành hiến pháp mới, thành lập một chế độ tổng thống đầu phiếu gián tiếp. Chính quyền ra lệnh thiết quân luật hủy bỏ hiến pháp này vào ngày 25 tháng 3 năm 1969. Năm 1970, Pakistan tổ chức tổng tuyển cử đầu tiên trong lịch sử nhưng mãi đến năm 1972 quốc hội mới họp do Đông Pakistan ly khai khỏi Pakistan, trở thành Bangladesh. Quốc hội bầu Zulfikar Ali Bhutto làm chủ tịch và ban hành Hiến pháp năm 1973, là hiến pháp hiện hành của Pakistan.